# Шибенка Велика
Шибенка Велика — річка в Україні, у Коломийському районі Івано-Франківської області, права притока Пруту (басейн Дунаю).

## Опис
Довжина річки 12 км, похил річки — 13 м/км. Формується з багатьох безіменних струмків. Площа басейну 21,3 км2.

## Розташування
Бере початок на північному захід від села Молодятин. Тече переважно на південний схід через село Княждвір і впадає у річку Прут, ліву притоку Дунаю.